# ایوکوواچکی پرنیاوور
ایوکوواچکی پرنیاوور (به صربی: Ivkovački Prnjavor) یک روستا در صربستان است که در ناحیه پوموراولیه واقع شده‌است.
 ایوکوواچکی پرنیاوور  ۱۰۲ نفر جمعیت دارد.